# Gimme More
Gimme More è un singolo della cantante statunitense Britney Spears, pubblicato il 31 agosto 2007 come primo estratto dal quinto album in studio Blackout.
La canzone, scritta da James Washington, Keri Hilson, Marcella Araica e Nate Hills e prodotta da Danja, è diventata la quinta top-ten americana dell'artista.

## Composizione e produzione
Gimme More è stata scritta da James Washington e Marcella Araica, con il contributo di Nate "Danja" Hills e Keri Hilson, che precedentemente avevano collaborato con Justin Timberlake e Timbaland, per il quinto album della cantante, Blackout.
La Spears iniziò la registrazione di Gimme More a Las Vegas. Il brano venne prodotto nel 2006 da Danja, stretto collaboratore di Timbaland, che definì Gimme More una canzone di «buon senso, che celebra la femminilità». Il brano venne mixato da Araica; le voci di sottofondo vennero registrate da Jim Beanz e Keri Hilson.

### Struttura
Gimme More è un brano uptempo dance pop ed elettropop con influssi di musica funk e disco. Nick Levine del Digital Spy ha paragonato la voce di Britney Spears a quella del suo singolo I'm a Slave 4 U. Lamb l'ha definita «provocante [...] accompagnata da gemiti e sospiri pesanti».
Britney apre il brano sussurrando la frase "It's Britney, bitch" e con una risatina divertita. Il ritornello si concentra sulla ripetizione delle parole "Gimme, Gimme" che si chiudono con la parola "More" a frequenza modificata. La frase "It's Britney, bitch" è stata in seguito ripresa nel 2013 nel singolo Scream & Shout di will.i.am a cui partecipa la stessa Spears.

## Descrizione
Il brano parla dell'accanimento dei mass media nei confronti dell'artista, che torna proprio con questo singolo sulle scene musicali dopo le difficoltà nella vita privata che hanno segnato il suo ultimo anno.
Il singolo è stato presentato il 30 agosto 2007 inaugurando l'apertura di un night club ed è stato trasmesso dalle radio dal giorno seguente, ottenendo subito un notevole airplay e un ottimo riscontro da parte della critica. La rivista specializzata Blender Magazine ha infatti giudicato positivamente la canzone con un punteggio di quattro stelle su cinque massime.

## Accoglienza
Nick Levine da Digital Spy ha dichiarato che «in qualche modo, oltre il caos privato, la grandezza pop è emersa. [Danja] combina battiti taglienti e una linea di basso deliziosamente sporca». In una recensione dell'album The Singles Collection, Evan Sawdey di PopMatters ha dichiarato che Gimme More è "la miglior canzone dance che abbia mai fatto dopo Toxic".

## Esibizioni dal vivo
La canzone è stata presentata agli MTV Video Music Awards 2007 di Las Vegas con una esibizione d'apertura della cantante. La performance fu segnata da evidenti difficoltà: la Spears ebbe problemi con la coreografia, a causa di un tacco rotto; inoltre, vennero fatti cambi all’ultimo minuto a causa dell'emittente MTV. All'epoca ci fu una critica molto dura da parte dei mass-media per l'abito ritenuto eccessivamente provocante della cantante. Con il passare degli anni la performance divenne comunque un momento iconico della cultura pop ed è considerata una delle più importanti dei Vmas. In seguito, la Spears ha eseguito il singolo nel suo Femme Fatale Tour e nel Britney: Piece of Me.

## Video musicale

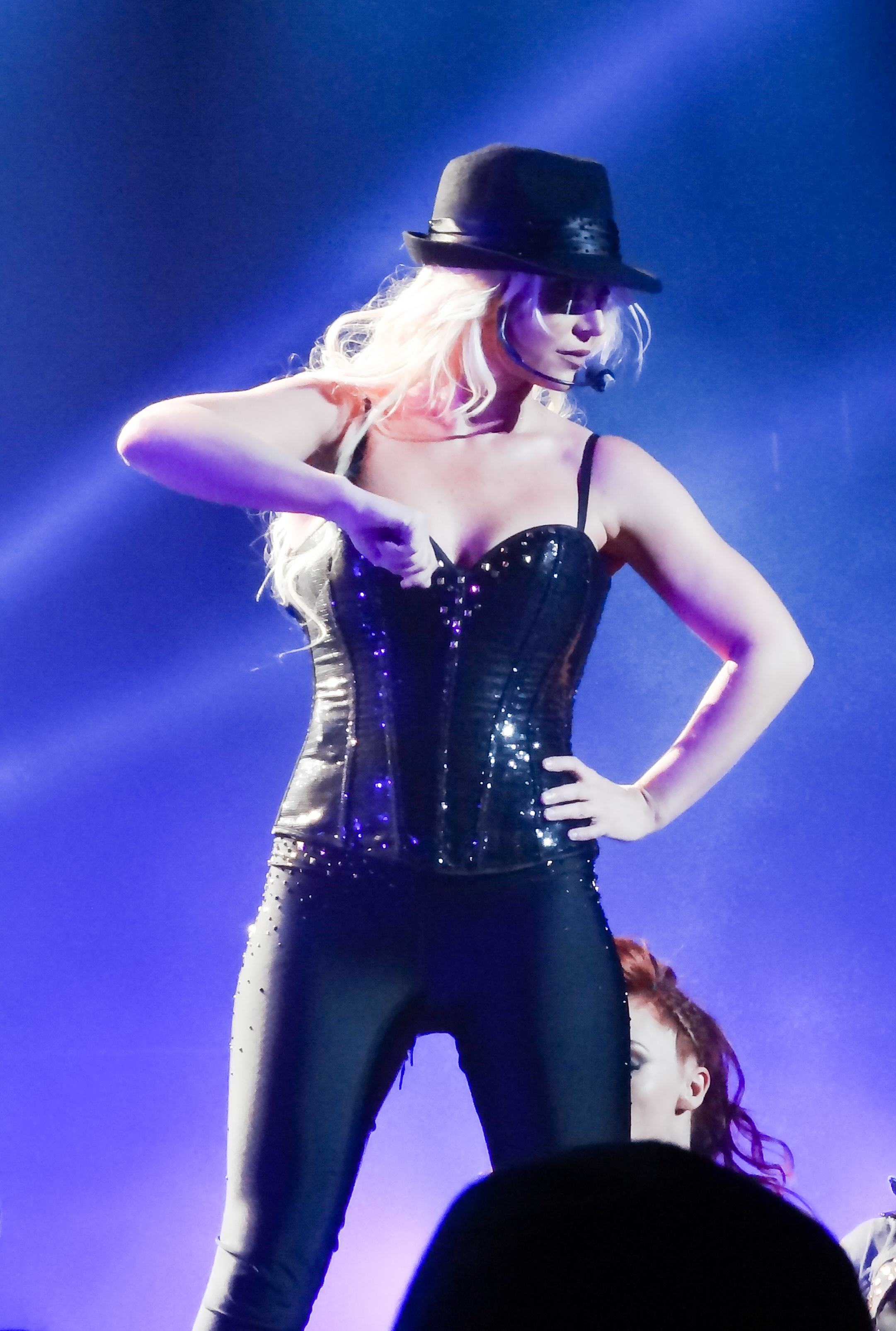
Britney Spears si esibisce con Gimme More al residency Britney: Piece of Me.

Il video è stato girato tra il 18 e il 19 marzo 2007 a Los Angeles, diretto da Jake Sarfaty.
Esiste una prima versione del video mai pubblicata per volere della casa discografica, nella quale erano previste scene di un funerale e altre riprese inedite. Il concept del video, infatti, era un'idea di Britney secondo la quale una Britney bionda, simbolo del suo passato, veniva rapita e uccisa da una Britney mora, che simboleggiava il suo nuovo percorso personale e artistico; la Britney mora in seguito va al funerale della bionda e da lì viene inseguita da un ragazzo, che la segue fino ad un club, dove la Spears lo semina e inizia a ballare. Quest'ultima è la scena che compone il video ufficiale. Sul web inoltre circola un video dove è possibile vedere Britney impegnata nelle riprese della scena in cui si dirige a questo funerale. Il 18 luglio 2011 è uscita su internet una versione alternativa del video, che contiene scene inedite in bianco e nero nelle quali la Spears cammina su un marciapiede o è sdraiata su un letto vicino ad un gatto.
La versione ufficiale del video si apre mostrando il tintinnio di tre bicchieri d'una Britney bionda mentre scherza al banco di un pub con alcune amiche: insieme osservano una Britney mora vestita di nero seduta, alzarsi e avvicinarsi al palco.
Giunta al palo, la ragazza mora si cimenta in un'elaborata e sensuale lap dance, mentre un ragazzo vicino sorride maliziosamente. Al ritornello, la cantante si solleva, muove a scatti il bacino, ondeggia la schiena, e nella seconda sequenza viene anche supportata da altre due ballerine.
La Britney bionda sembra infastidita dalla ragazza mora, ma la Britney mora continua con la sua sensuale danza. Alla fine la Britney bionda ride con le amiche per divertimento, visto il modo in cui il ragazzo guarda la bella mora, e la telecamera sfuma nel nero.
Nonostante il successo della canzone, il video è stato considerato "trash" ricevendo critiche negative.
il 6 giugno 2015 il video è stato certificato da VEVO per aver raggiunto le 100 000 000 di visualizzazioni, diventando così il nono video musicale di Britney ad ottenere questo riconoscimento.

## Tracce
Download digitale
1. "Gimme More" — 4:11

Australian CD1 Single
1. "Gimme More" — 4:11
2. "Gimme More" (Instrumental) — 4:11

Digital EP — The Remixes
1. "Gimme More" (Paul Oakenfold Radio Mix) — 3:42
2. "Gimme More" (Kaskade Radio Mix) — 3:21
3. "Gimme More" (featuring Amanda Blank) (Eli Escobar & Doug Grayson Remix) — 3:49
4. "Gimme More" (Paul van Dyk Radio Mix) — 3:42
5. "Gimme More" (Junior Vasquez & Johnny Vicious Radio Mix) — 4:34

U.S. Digital Download — Remix
1. "Gimme More" (feat. Lil' Kim) ("Kimme More" Remix) — 4:12

Denmark Promo CD
1. "Gimme More" (Main) - 4:11
2. "Gimme More" (Instrumental) - 4:09
3. "Gimme More" (A Capella) - 3:52

Italian Alternative digital download - Remix
1. "Gimme More" (Sticky Remix - Club mix) — 5:56

European CD Single
1. "Gimme More" — 4:11
2. "Gimme More" (Kaskade Radio Mix) — 3:21

European Maxi CD Single/Australian CD2 Single
1. "Gimme More" — 4:11
2. "Gimme More" (Kaskade Club Mix) — 6:08
3. "Gimme More" (Junkie XL Extended Mix) — 5:54
4. "Gimme More" (Seiji Dub) — 5:03
5. "Gimme More" (StoneBridge Club Mix) — 7:24

The Singles Collection Boxset Single
1. "Gimme More" — 4:11
2. "Gimme More" (Paul Oakenfold Remix) — 6:08

### Versioni ufficiali e remix
| - Demo Version — 4:01 - Album Version — 4:10 - Clean Version/Radio Edit — 4:09 - Instrumental — 4:09 - Acappella — 3:52 - Paul Oakenfold Remix — 6:08 - Paul Oakenfold Radio Mix — 3:45 - Junkie XL Remix — 5:54 - Junkie XL Dub — 4:59 - Kaskade Radio Remix — 3:21 - Kaskade Club Remix — 6:08 - Kaskade Dub Remix — 5:51 - Remix featuring Amanda Blank — 4:51 - Remix Edit featuring Amanda Blank — 3:54 - Remix featuring Lil' Kim — 4:14 - Remix featuring Lil' Mama — 3:48 - Maurice Joshua Remix — 6:01 | - Paul van Dyk Bandit Club — 8:57 - Paul van Dyk Dub — 6:38 - Paul van Dyk Radio Edit — 3:47 - Paul van Dyk Remix — 7:32 - Seiji Club Mix — 5:05 - Seiji Dub — 5:03 - Sticky Radio Mix — 3:41 - Sticky Club Mix — 5:56 - StoneBridge Radio Mix — 3:46 - StoneBridge Club Mix — 7:24 - StoneBridge Dub — 7:23 - Peter Rauhofer Club Mix — 9:24 - Junior Vasquez & Johnny Vicious Club Remix — 8:41 - Junior Vasquez & Johnny Vicious Radio Edit — 4:38 - Vasquez Vicious Massive Dub — 7:03 - LAZRtag Remix — 5:20 - LAZRtag Remix ("The Circus: Starring Britney Spears" Studio Version) — 2:21 |

## Successo commerciale

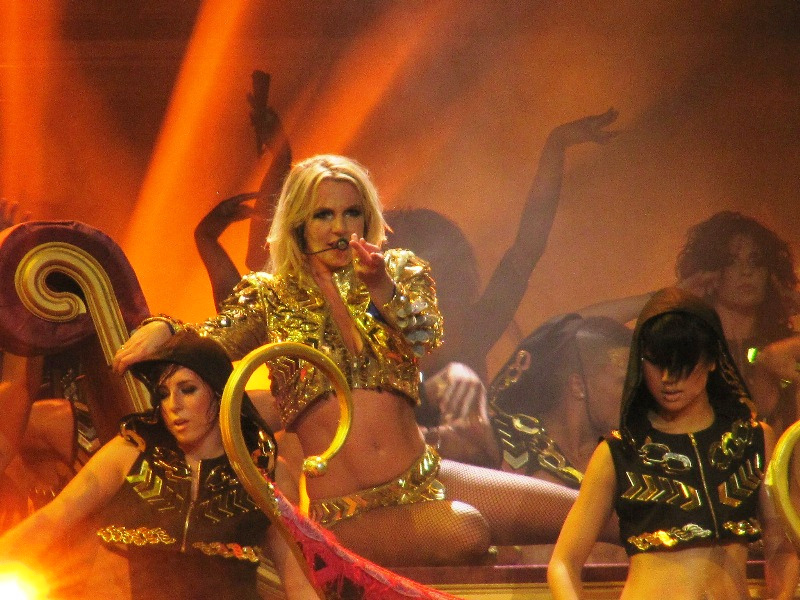
Britney durante un'esibizione di Gimme More nel Femme Fatale Tour

Il 6 settembre 2007, Gimme More debutta alla numero #9 nella classifica U.S. Bubbling Under Hot 100, successivamente nella stessa settimana debutta alla #65 nella Billboard Pop 100. Il 22 settembre 2007 la canzone debutta alla #85 nella Billboard Hot 100 e sale alla #38 nella Billboard Pop 100. La canzone salta dalla #68 alla #3 nella Billboard Hot 100 dopo 5 giorni dalla pubblicazione. Gimme More raggiunge la #1 su iTunes store U.S.
In Svezia la canzone debutta alla #3. Gimme More in Canada debutta alla #1, in Nuova Zelanda alla #2, e alla #6 in Australia nella iTunes Store Chart. In meno di 24 ore, la canzone debutta alla #16 negli Stati Uniti è raggiunge la numero #1 su iTunes Chart. Gimme More debutta alla #1, con 180,000 copie vendute, della Billboard Hot Digital Songs, la classifica dei brani più scaricati legalmente negli Stati Uniti. Gimme More è uno dei dieci singoli di maggior successo e la quinta Top 10 americana. Il singolo ha venduto negli Stati Uniti 1,500,000 copie ed ha venduto in tutto il mondo 4,300,000 copie. Tra il 2020 e il 2021 il brano riscuote nuovamente successo grazie alla piattaforma digitale TikTok.

## Classifiche

### Classifiche settimanali
| Classifica (2007-08) | Posizione massima |
| -------------------- | ----------------- |
| Australia            | 3                 |
| Austria              | 8                 |
| Belgio (Fiandre)     | 5                 |
| Belgio (Vallonia)    | 4                 |
| Canada               | 1                 |
| Danimarca            | 2                 |
| Europa               | 2                 |
| Francia              | 5                 |
| Finlandia            | 6                 |
| Germania             | 7                 |
| Irlanda              | 2                 |
| Italia               | 2                 |
| Norvegia             | 3                 |
| Nuova Zelanda        | 15                |
| Paesi Bassi          | 35                |
| Regno Unito          | 3                 |
| Stati Uniti          | 3                 |
| Svezia               | 2                 |
| Svizzera             | 4                 |
| Ungheria             | 17                |

### Classifiche di fine anno
| Classifica (2007) | Posizione |
| ----------------- | --------- |
| Australia         | 46        |
| Belgio (Fiandre)  | 72        |
| Belgio (Vallonia) | 64        |
| Canada            | 21        |
| Europa            | 14        |
| Francia           | 87        |
| Germania          | 97        |
| Regno Unito       | 52        |
| Svezia            | 41        |
| Svizzera          | 61        |